# Joëlle Bordet
Pour les articles homonymes, voir Bordet.
Joëlle Bordet (née le 3 juillet 1953) est une psychosociologue française du Centre scientifique et technique du bâtiment (CSTB) depuis 1989.

## Activités de recherche
Elle a, depuis 1994, développé un travail sur les questions de la prévention de la délinquance, et de la lutte contre la violence. Elle s'intéresse particulièrement à l'éducation des adolescents dans les quartiers d'habitat social, en particulier les plus marginalisés, aux prises avec la plus grande exclusion, ou qui plus probablement vivent dans des situations de précarisation. Sa collaboration avec Jacques Selosse sur la question des modes de socialisation des jeunes dans les quartiers d'habitat social s'est traduite par le livre Les « jeunes de la cité ». En tant que psychosociologue, elle s'efforce d'associer les habitants au travail qu'elle mène auprès des équipes de professionnels, en relation avec les élus. Cette démarche l'a amenée à travailler dans des villes très différentes, et sur des sujets qui relèvent toujours de cette question de la préoccupation du territoire, du lien social et du politique, et plus globalement sur le rôle de la communauté d'adultes dans l'éducation et la prévention. Elle développe par ailleurs un travail comparatif sur ces questions, avec le Brésil et la Russie.

## Publications

### Ouvrages
- Les « Jeunes de la cité », Paris, PUF, coll. « Le sociologue », 1998, 232 p.[1],[2],[3]
- Oui à une société avec les jeunes des cités ! Sortir de la spirale sécuritaire, Paris, Les Éditions de l'Atelier, 2007, 207 p.[4]
- Avec Philippe Gutton et Serge Tisseron, Adolescence et idéal démocratique. Accueillir les jeunes des quartiers populaires, Paris, In Press, coll. « Ouvertures psy », 2014
- avec Bernard Champagne, De la coopération entre les acteurs de l’institution scolaire et de la prévention spécialisée, 2008, 62 p.

### Articles et chapitres d'ouvrage
- « La microsociété des “jeunes de la cité” : un lieu de survie socio-économique », in Alain Vulbeau (dir.), La jeunesse comme ressource. Expérimentations et expériences dans l’espace public, Erès, 2001, p. 109-116.
- « Etre solidaires pour « faire grandir les enfants ». Expériences collectives dans les quartiers d'habitat social », dans Topique 2005/4 (no 93), p. 51-62 [lire en ligne]
- « Héros-victime, une figure d'identification pour les jeunes des quartiers populaires », Topique, 2014/1 (n° 126), p. 7-15, [lire en ligne]
- « Adolescence », « Territoire et milieu de vie », « Communauté et société », « Intervention en milieu ouvert », in Agnès Vandevelde-Rougale, Pascal Fugier, Vincent de Gaulejac, Dictionnaire de sociologie clinique, Erès, 2019.